# هانس هيرشفيلد (سياسي)
هانس هيرشفيلد هو اقتصادي وسياسي هولندي، ولد في 29 مايو 1899 في مدينة بريمن في ألمانيا، وتوفي في 4 نوفمبر 1961 في معسكر إبادة.

## وصلات خارجية
- هانس هيرشفيلد (سياسي) على موقع مونزينجر (الألمانية)